# Greco di Tufo
Greco di Tufo è la  denominazione di origine controllata e garantita di un vino bianco prodotto in provincia di Avellino, precisamente nell'omonimo paesino.

## Zona di produzione
La zona di produzione delle uve comprende le aree vitate presenti nei comuni di Tufo (principalmente), Altavilla Irpina, Chianche, Montefusco, Prata di Principato Ultra, Petruro Irpino, Santa Paolina e Torrioni.

## Storia
Gli inizi della coltivazione del vitigno Greco si fa risalire agli Aminei, coloni dori giunti sulle coste campane prima del X secolo a.C: Aristotele, infatti, lo chiama "Aminea Gemina". Al I secolo a.C. risale un affresco pompeiano che menziona il vino "Greco" e Plinio il Vecchio lo conferma quando scrive «In verità il vino Greco è così pregiato che nei banchetti viene versato una sola volta». La produttività e la qualità del vitigno vengono confermati da Catone, Varrone, Virgilio, Plinio e Columella.
Più recentemente a Montefusco, capitale del Principato Ultra, nel 1592 si stabilirono gabelle di 4 carlini per ogni soma di vino, mentre nell'archivio parrocchiale di Sant'Angelo a Cancello si riscontrava che almeno il 60% dei terreni erano coltivati a vigneto.
Nel corso del Novecento vengono pubblicati numerosi studi ampelografici: nell'"Ampelographie", di Viala e Vermol, edita nel 1909, viene chiarito che si tratta dell'Aminea Gemella e che è stato coltivato sulle falde del Vesuvio almeno dal 1 secolo a.C.; lo conferma Ferrante nel 1927, aggiungendo «dopo circa due millenni d'intensa coltivazione, il Greco era diventato raro sulle pendici del Vesuvio e sui colli di Sorrento, mentre era coltivato intensamente sulla media valle del Sabato, più precisamente, a Tufo e nei paesi limitrofi di Prata P.U.; Altavilla, Chianche, Montefusco, etc…». 
Bordignon, nel 1964, afferma anche che «il vitigno prospera bene nelle terre profonde, di origine vulcanica e fresche, fornendo una maggiore quantità di uva dalla quale si ottiene un vino più ricco, intenso e profumato, più armonico e più fine come è quello di Tufo.». Altre citazioni ed elogi del vino Greco di Tufo si trovano infine nel D.M. 15-10-1941 contenente le norme per la classificazione dei vini comuni, pregiati e speciali d’Italia,  nella "Carta dei Vini Tipici d’Italia" edita nel 1961 da Unione Italiana Vini e in "Nuova ecologia" di Garoglio.

## Tecniche di produzione
Le operazioni di cantina possono venire svolte nell'intero territorio amministrativo della provincia di Avellino.
Per l'imbottigliamento sono consentite esclusivamente le bottiglie di vetro, chiuse con tappo raso bocca limitatamente al vino fermo
Può essere utilizzata la menzione "vigna".

## Disciplinare
La DOC è stata approvata con DPR 26.03.1970 G.U.130
La DOCG è stata riconosciuta con DM 18.07.2003 G.U. 180
Successivamente il disciplinare ha subito le seguenti modifiche:
- DM 30.11.2011, pubblicato sul sito ufficiale del MIPAAF

La versione in vigore è stata approvata con DM 07.03.2014  pubblicato sul sito ufficiale del MIPAAF.

## Tipologie

### Greco di Tufo
|                                | Bianco                                                    | Spumante                                                  |
| uvaggio                        | Greco bianco 85% minimo; Coda di Volpe bianca 15% massimo | Greco bianco 85% minimo; Coda di Volpe bianca 15% massimo |
| titolo alcolometrico minimo    | 11,50% vol                                                | 12,00% vol                                                |
| acidità totale minima          | 5,00 g/l.                                                 | 6,00 g/l.                                                 |
| estratto secco minimo          | 16,00 g/l                                                 | 15,00 g/l.                                                |
| resa massima di uva per ettaro | 100 q.                                                    | 100 q.                                                    |
| resa massima di uva in vino    | 70%                                                       | 70%                                                       |
| invecchiamento                 |                                                           | 36 mesi in bottiglia                                      |

#### Caratteristiche organolettiche
All'olfatto si presenta con caratteristico bouquet elegante ed intenso. Al palato si presenta con una struttura ricca e avvolgente, con freschezza vivace e sapidità decisa, che gli conferiscono profondità e personalità.

#### Abbinamenti consigliati
Il Greco di Tufo si abbina idealmente a qualsiasi piatto a base di pesce o frutti di mare; formaggi non stagionati e molli; risotti.